# (73926) 1997 ML9
(73926) 1997 ML9 – planetoida z pasa głównego asteroid okrążająca Słońce w ciągu 5,14 lat w średniej odległości 2,98 j.a. Odkryta 26 czerwca 1997 roku.